# Meromyza neimengensis
Meromyza neimengensis är en tvåvingeart som beskrevs av Shu Wen An och Yang 2005. Meromyza neimengensis ingår i släktet Meromyza och familjen fritflugor. Inga underarter finns listade i Catalogue of Life.